# New York City Marathon 1973
De New York City Marathon 1973 werd gelopen op zondag 30 september 1973. Het was de vierde editie van deze marathon.
De Amerikaan Tom Fleming won de wedstrijd bij de mannen in 2:21.54,2. Hij verbeterde hiermee het parcoursrecord. Zijn landgenote Nina Kuscsik zegevierde bij de vrouwen in 2:57.07,2.
In totaal finishten 282 marathonlopers de wedstrijd, waarvan 277 mannen en vijf vrouwen.

## Uitslagen

### Mannen
| rang   | naam           | land | tijd      |
| ------ | -------------- | ---- | --------- |
| Goud   | Tom Fleming    | USA  | 2:21.54,2 |
| Zilver | Norbert Sander | USA  | 2:23.38   |
| Brons  | William Bragg  | USA  | 2:26.33   |
| 4      | Arthur Hall    | USA  | 2:27.26   |
| 5      | Hector Oritz   | USA  | 2:29.02   |
| 6      | Hugh Sweeny    | USA  | 2:29.14   |
| 7      | Art Moore      | USA  | 2:31.08   |
| 8      | Calvin Hansey  | USA  | 2:32.01   |
| 9      | Michael Baxter | USA  | 2:32.06   |
| 10     | Pat Bastick    | USA  | 2:32.31   |

### Vrouwen
| rang   | naam             | land | tijd      |
| ------ | ---------------- | ---- | --------- |
| Goud   | Nina Kuscsik     | USA  | 2:57.07,2 |
| Zilver | Kathrine Switzer | USA  | 3:16.02   |
| Brons  | Lynn Blackstone  | USA  | 3:55.43   |
| 4      | Toby Lenner      | USA  | 4:23.37   |

1970 ·
1971 ·
1972 ·
1973 ·
1974 ·
1975 ·
1976 ·
1977 ·
1978 ·
1979 ·
1980 ·
1981 ·
1982 ·
1983 ·
1984 ·
1985 ·
1986 ·
1987 ·
1988 ·
1989 ·
1990 ·
1991 ·
1992 ·
1993 ·
1994 ·
1995 ·
1996 ·
1997 ·
1998 ·
1999 ·
2000 ·
2001 ·
2002 ·
2003 ·
2004 ·
2005 ·
2006 ·
2007 ·
2008 ·
2009 ·
2010 ·
2011 ·
2012 · 
2013 ·
2014 ·
2015 ·
2016 ·
2017 ·
2018 ·
2019 ·
2020 · 
2021 ·
2022 ·
2023 ·
2024